# Серогозы
Серогозы (укр. Сірогози) — посёлок в Нижнесерогозской поселковой общине Генического района Херсонской области Украины. В 2022 году, во время вторжения России на Украину, село было захвачено. На данный момент находится под оккупацией ВС РФ.
Население по переписи 2001 года составляло 779 человек. Почтовый индекс — 74721. Телефонный код — 5540. Код КОАТУУ — 6523884301.

## Старостат
74721, Херсонская обл., Генический район (в прошлом - Нижнесерогозский р-н), пос. Серогозы, ул. Элеваторная